# Партенопа
Партенопа, також Парфенопа (грец. Παρθενόπη) — одна з сирен, дочка Ахелоя та музи Мельпомени. Коли сирени загинули в морі, тіло Партенопи прибилося до берега, де виникло місто, назване на її честь Партенопея (давня назва Неаполя).
У Неаполі Партенопу шанували як богиню міста. В 1799 році Наполеоном в південній Італії була створена Партенопська республіка.
На честь сирени названий астероїд 11 Партенопа.
Партенопа — коханка Геракла, від якого народила сина Евера.